# Príncipe de Tarnovo
Príncipe de Tarnovo o Príncipe de Tírnovo (en búlgaro: Княз Търновски, Knyaz Tarnovski) es el título que posee el hijo primogénito del monarca de Bulgaria. Este título es poseído por el heredero al trono.
Tarnovo (Veliko Tarnovo) fue la antigua capital y la más grande fortificación búlgara de la Edad Media entre el siglo XII y XIV y el centro político, económico, cultural y religioso más importante del imperio. En el siglo XIV cuando el Imperio bizantino empezó a debilitarse, Tarnovo afirmaba ser la Tercera Roma basándose en su importante influencia cultural en los Balcanes y el mundo eslavo ortodoxo.
En 1393 después de un asedio de tres de meses, Tarnovo y casi todo el Zarato de Bulgaria fue destruido ante el invasor Imperio otomano. El zar búlgaro Iván Shishman trasladó su residencia al castillo de Nikopol, pero tomó el título de Príncipe de Tarnovo (Señor de Tarnovo, en búlgaro: Господин Търновски, Gospodin Tarnovski).
En 1593 un noble búlgaro y descendiente de la dinastía Shishman medieval, Teodoro Balina de Nikopol tomó el título de «Príncipe de Tarnovo». Balina fue el líder de la Primera Rebelión de Tarnovo contra el Imperio otomano. En 1686 Rostislav Stratimirović, otro descendiente de la dinastía y el líder de la Segunda Rebelión de Tarnovo, también tomó el título. Durante la Tercera Rebelión de Tarnovo en 1835, el título fue tomado por el líder de la sublevación, Velcho Atanasov.
Después de su abdicación del trono búlgaro, el príncipe Alejandro de Battenberg reclamó el título de Príncipe de Tarnovo y lo usó hasta su muerte.
En 1894 hijo mayor de Fernando I de Bulgaria, Boris recibió el viejo título de «Príncipe de Tarnovo» como título para el príncipe heredero, el heredero natural del trono de Bulgaria. El título continuo siendo utilizado por la familia real incluso después de la abolición de la monarquía en 1946. La esposa del príncipe de Tarnovo también recibe el título de Princesa de Tarnovo (en búlgaro: Княгиня Търновска, Knyagina Tarnovska). El último príncipe de Tarnovo era el príncipe Kardam, el hijo mayor del zar Simeón II.
Personas que han poseído el título de Príncipe de Tarnovo:
| Imagen | Nombre             | Inicio | Fin  | Dinastía                | Escudo de armas |
| ------ | ------------------ | ------ | ---- | ----------------------- | --------------- |
|        | Príncipe Shishman  | 1393   | 1395 | Shishman                |                 |
|        | Príncipe Teodoro   | 1593   | 1593 | Shishman                |                 |
|        | Príncipe Rostislav | 1686   | 1686 | Shishman                |                 |
|        | Príncipe Velcho    | 1835   | 1835 | Atanasov                |                 |
|        | Príncipe Alejandro | 1886   | 1893 | Battenberg              |                 |
|        | Príncipe Boris     | 1894   | 1918 | Sajonia-Coburgo y Gotha |                 |
|        | Príncipe Simeón    | 1937   | 1943 | Sajonia-Coburgo y Gotha |                 |
|        | Príncipe Kardam    | 1962   | 2015 | Sajonia-Coburgo y Gotha |                 |
|        | Príncipe Boris     | 2015   | —    | Sajonia-Coburgo y Gotha |                 |